# Frangepán Isota
Frangepán Isota (a magyar oklevelekben Erzsébet, horvátul: Ižota Frankopan, Modrus, ? – 1545. szeptember 13.), a Frangepán családból származó nemesasszony, Egervári László, Perényi István és Serédi Gáspár felesége.

## Családja
Apja Frangepán Bernát modrusi gróf, anyja Aragóniai Marzano Lujza Rossano és Sessa hercegnője, Aragóniai Leonora királyi hercegnő lánya és V. Alfonz aragóniai király unokája volt, aki Aragóniai Beatrix magyar királyné unokahúgaként rokonságban állt a magyar királyi családdal is. Anyja halála után (1489) apja már nem nősült meg többé. Isota testvérei közül Beatrix 1496-ban feleségül ment Mátyás törtvénytelen fiához Corvin Jánoshoz. Veronika Stefkovics Gergelyhez, Mária Magdolna pedig Dengelegi Pongrácz Mátyáshoz ment feleségül. Fiútestvérei közül a legnevezetesebb Frangepán Kristóf Zengg, Veglia és Modrus grófja, horvát-dalmát-szlavón bán és hadvezér volt.

## Élete
Frangepán Bernát és Aragóniai Lujza legkisebb lánya. Felesége halála (1489) után Bernát gróf gondoskodott gyermekei házasságáról. A drezsniki várban, 1492. január 22-én Frangepán Bernát és Egervári László horvát-szlavón-dalmát bán szerződést kötöttek kiskorú gyermekeik, Isota és ifj. László házasságkötéséről. A szerződés alapján a menyasszony 6000 forint hozományt kapott. Ez az esemény azután történt, hogy az Udbina melletti Vrpilnél Frangepán IX. János cetini gróf és a báni sereg megverték az Alsó-Krajnából zsákmánnyal és nagyszámú fogollyal hazatérőben levő török sereget. Ez a házassági szerződés valószínűleg a török elleni harcban szövetséges Egervári és Frangepán családok összekapcsolását célozta.
Az Egervári család Vas vármegyéből származott. Vezetéknevüket a Zala folyó árterületén épült Egervár váráról kapták. Felemelkedésük a 14. században kezdődött. A 15. században, Mátyás király idejében élt a család egyik legjelentősebb tagja Egervári László, aki 1477-től 1481-ig, majd 1489-től 1493-ig töltötte be horvát-szlavón-dalmát báni tisztséget. 
Felemelkedésének kezdete szorosan kötődik anyai nagybátyja, Várday István kalocsai érsek és bíboros személyéhez. Az 1470-es évek elején az érsek bácsi várának várnagya volt, majd ajánlására udvari kancellár. Várdai halála után (1471) már váradi várnagy és Bihar vármegye főispánja. Mátyás 1475 szeptemberében kelt oklevelében kinevezte Zala vármegye főispánjává, mely tisztséget három évig töltötte be. A következő évben már horvát-szlavón-dalmát bán. 1476-ban érdemei jutalmául beiktatták a fiúörökös nélkül elhalt Maróthi Mátyás macsói bán birtokaiba. A déli határok védelméért a királytól megkapta Nagykemlék várát. Egyre másra szerezte a birtokokat. 1485-től 1489-ig a Sziléziában harcoló magyar csapatok kapitánya. 1489 őszén ismét horvát-szlavón-dalmát bán, mellette még 1490-ben Szilézia és Lausitz kormányzói tisztségét is betöltötte. Egervári László és Rozgonyi Klára házasságából két fiú született, ifjabb Egervári László és Egervári István. Ilyen előzmények után került sor 1492. január 22-én az eljegyzésre, melyből azonban rövid házasság lett, mert ifjabb László fiatalon elhunyt.
Ekkor Bernát gróf megpróbált lányának másik, vagyonos férjet szerezni és választása Perényi Istvánra esett. A házassági szerződést 1515. szeptember 5-én erősítette meg a budai káptalan. Hozományként Isota minden tartozékával megkapta a Zólyom vármegyei Dobronya várát. Bernát gróf és fia, Ferdinánd megígérte, hogy Perényi Istvánnak 300 aranyforintot adnak át az esküvői költségekre. A menyasszony hozományában számos értékes tárgy, női ruházati cikkek, ékszerek, edények, ágyneműk és egyéb háztartási felszerelések szerepeltek. 1518. február 14-én Perényi és Izota Dobronyát elcserélte Werbőczy István birtokaival. II. Lajos király 1525-ben Perényit főpohárnokmesternek nevezte ki. Nem sokkal ezután Perényi meghalt.  A természetes halál megmentette a mohácsi csatában való részvételtől, ahol 1526. augusztus 29-én öccse, Gábor is elesett. A kassai levéltár őrzi Izota 1526-ban Nagyida várából kelt levelét, melyben többek között azt fejtegeti, hogy a Horvát Királyság, Szlavónia és Dalmácia jövője reményteljesebb lesz bátyja, Kristóf irányítása mellett. A levél aláírása: „Isotha de Frangepanibus relicta magnifici condam domini Stephani de Peren”.
A párnak két fia született, Mihály és Ferenc. Mihály főpohárnokmester és Zemplén vármegye főispánja volt. Buda eleste után Habsburg Ferdinánd híve lett. 1557 karácsonyán Munkács alatt hadakozva a várból kilőtt golyó ölte meg. A másik fiú Ferenc főtárnokmester, és Izabella királyné kedvelt tanácsosa volt. Miután Ferdinánd serege bevette és lerombolta Nagyida várát Lengyelországba menekült. Később visszatérve Nagyszőlősre ment, ahol a ferences kolostort várrá alakíttatta át. 1557. október 15-én a Thelekessy Imre serege ostrom alá vette és elfoglalta a várat. Perényi Ferencet és családját elfogták, javait elkobozták. 1562-ben halt meg.
Frangepán Isota 1533. május 30-án harmadszor is férjhez ment, ezúttal Serédi Gáspárhoz Felső-Magyarország főkapitányához. Serédi Habsburg Ferdinánd hadvezéreként több várat is elfoglalt János királytól. Szolgálataiért 1541-ben megkapta Tokaj várát. Mivel protestáns volt nem kímélte a kolostorokat sem, melyek közük többet kifosztott és lerombolt. Frangepán Isota 1545. szeptember 13-án hunyt el.